# Фолікулярні Т-хелпери
Фолікулярні Т-хелпери (також відомі як фолікулярні Т-хелпери В-клітин та скорочено TFH) є антиген-активованими CD4+ Т-клітинами, які знаходяться всередині В-клітинних фолікулів вторинних лімфоїдних органів, таких як лімфатичні вузли, селезінка та Пеєрові бляшки, і ідентифікуються за їх конститутивною експресією рецептора хомінгу В-клітинного фолікула CXCR5. Після клітинної взаємодії та перехресної сигналізації зі спорідненими фолікулярними В-клітинами, TFH запускають утворення та підтримку зародкових центрів за допомогою експресії ліганду CD40 (CD40L) та секреції IL-21  та IL -4 .  ТFH також мігрують із Т-клітинних зон до цих осередків зародкових центрів, які переважно складаються з В-клітин, що швидко діляться і мутують. Усередині зародкових центрів TFH відіграють важливу роль у посередництві відбору та виживання В-клітин, які потім диференціюються або в довгоживучі плазматичні клітини, здатні продукувати високоафінні антитіла проти чужорідного антигену, або в В-клітини пам'яті, здатні до швидкої реактивації при повторній зустрічі з тим же антигеном. Вважається також, що TFH сприяють негативному відбору потенційно аутоімунних мутованих В-клітин у зародковому центрі. Однак механізми, за допомогою яких ТFH опосередковують толерантність зародкового центру, ще не повністю зрозумілі.
Цілком можливо, що TFH можуть виникати як розгалуження в шляхах диференціювання Th1 і Th2, але їх точне відношення до інших ефекторних субпопуляцій CD4+ Т-клітин все ще залишається невизначеним. Однак дослідження показали, що TFH мають різні профілі експресії генів, що підтверджує теорію, що TFH є підгрупою CD4+ T клітин, відмінних від Th1, Th2, Th-17 або Tregs .  

## Біомолекулярна характеристика
Доведено, що костимулятор Т-клітин (CD278 або ICOS) є особливо критичним сигналом для ТFH, так як у мишей з дефіцитом в ICOS TFH не утворюються. Крім того, було показано, що ICOS індукує секрецію цитокіну IL-21 активованими CD4 + Т-клітинами і що IL-21 відіграє вирішальну роль у розвитку TFH- клітин і зародкових центрів.  Також Bcl-6 є фактором транскрипції, ідентифікованим у TFH, але він може мати інші ролі за межами цієї підгрупи, оскільки він також бере участь у розвитку CD8+ Т-клітин пам’яті.
У зародкових центрах антиген-активані ТFH, швидко посилюють експресію CD40L, який зв’язує і стимулює поверхневий рецептор В-клітин CD40. TFH паракринна активація В-клітин CD40 призводить до виживання та диференціювання В-клітин, включаючи індукцію AID ( індукованої активацією (цитидин) деамінази). Експресія AID (кодується геном AICDA ) змушує В-клітинні антитіла перемикатися з IgM/IgD на інші ізотипи антитіл і викликає соматичну гіпермутацію під час клональної проліферації. Змінені антитіла набувають кращих ефекторних функцій, а гіпермутовані антитіла демонструють більшу спорідненість до антигену.

## Класи TFH
TFH, утворені на ранніх стадіях реакції зародкового центру, офіційно називаються пре-TFH. Вони унікально зустрічаються переважно на кордоні Т-клітинної зони, яка зливається з В-клітинними фолікулами і зародковими центрами. Пре-TFH функціонально дуже подібні до інших TFH у сприянні реакцій В-клітин зародкового центру, однак, крім того, вони також здатні стимулювати перетворення фолікулярних В-клітин поблизу та поза зародковими центрами плазматичні клітини, які реагують швидким, але не тривалим виробленням антитіл (що відоме як екстрафолікулярна відповідь).
Ті специфічні ТFH які проживають в межах зрілого зародкового центру іноді називають GC ТFH (ТFH зародкових центрів) щоб відрізнити їх від клітин пре-ТFH.  У цій популяції також виділяють субпопуляцію GC Tfh - клітини, які експресують ген Foxp3, що кодує фактор транскрипції. Ця невелика окрема субпопуляція клітин, яка TFR (для фолікулярних регуляторних Т-клітин), важлива для допомоги в контролі та обмеженні величини нормальних реакцій зародкового центру таким чином, щоб не вироблялися аномально мутовані або самореактивні антитіла (аутоантитіла). Таким чином, TFR є унікальним гальмівним впливом під час реакції зародкового центру.
У той час як ТFH знаходяться в основному у вторинних лімфоїдних органах, невелика їх частка циркулює в крові і називається «периферичними» (pTFH). Ці клітини можна ідентифікувати за експресією IL-21 після стимуляції. 

## Медичне значення

### Створення стійкої імунної пам'яті
ТFH вважаються незамінною підгрупою Т-клітин у генерації та підтримці реакцій зародкового центру. Таким чином, за відсутності ТFH, подібно до активації В-клітин незалежними від Т-клітин антигенами, утворюється швидкий сплеск продукції плазматичних клітин, які продукують низькоафінні антитіла, але це не призводить до індукції зародкового центру і не дозволяє відбутися дозріванню афінності антитіл або диференціації ефективних В-клітин пам’яті, які необхідні для вироблення стійкості організму проти повторних інфекцій. Зокрема, В-клітини пам’яті, що залежать від зародкового центру, є драйверами повторного вироблення антитіл під час вторинної імунної відповіді. Таким чином, правильна активація та розвиток TFH є центральним елементом ефективності імунізації та розробки вакцини для індукції довгострокового імунітету. У популяційному дослідженні в Бангладеш за участі пацієнтів, інфікованих холерним вібріоном, і здорових людей-добровольців, яким вводили наявну холерну вакцину реакція пам’яті TFH, специфічна проти холерного антигену, корелювала з подальшим виробленням антитіл В-клітинами.

### Вплив на вікове зниження імунітету
З нормальним старінням відбувається поступове зниження активності імунної системи організму. Це явище, яке називається імуностарінням, значною мірою пов’язане зі зниженням функції Т-клітин, включаючи здатність TFH належним чином підтримувати реакції зародкового центру. Частково це може бути пов’язано з нижчим рівнем CD40L на клітинній поверхні ТFH у літніх.

### Уникнення аутоімунітету
Неконтрольовані або надмірно активні імунні відповіді TFH можуть призвести до появи неконтрольованих зародкових центрів, що складаються з аберантно мутованих В-клітин, які можуть викликати опосередковані антитілами аутоімунні захворювання. Підвищені рівні TFH-подібних клітин можна виявити в крові частини пацієнтів із системним червоним вовчаком і синдромом Шегрена. Однак наукові докази, які свідчать про те, що ТFH точно можуть викликати аутоімунні реакції у людей, залишаються неповними.